# 배고픈 하루
"배고픈 하루"(A Starving Day)는 한국에서 제작된 김동현 감독의 2004년 드라마 영화이다. 주진모 등이 주연으로 출연하였고 김동현 등이 제작에 참여하였다.

## 출연

### 주연
- 주진모
- 권예원
- 조갑봉

## 기타
- 조명: 고정호
- 조명: 김홍완
- 조연출: 김홍완
- 믹싱: 김수덕
- 작곡: 백대웅